# Pergamaster incertus
Pergamaster incertus is een zeester uit de familie Goniasteridae.
De wetenschappelijke naam van de soort werd in 1908 gepubliceerd door Francis Jeffrey Bell.